# 北京大学马克思主义学会
北京大学马克思主义学会，简称北大马会、北大马学会，是2000年成立的北京大学学生社团。曾于2015年发布《北大后勤工人调研报告》，引发校内外关注。2018年，校方对马会强制改组，并指派新成员组建新马会。

## 信仰
一名接受《华盛顿邮报》采访的北大马会学生称，“学了马克思主义，就知道真正的社会主义和所谓的有中国特色的社会主义是两个不同的东西。他们把法西斯主义当作社会主义来兜售，就像街头小贩挂羊头卖狗肉一样”。
北大马会在很长一段时间里每周会组织学生前往北京郊区的纺织厂和电子厂打工，他们会像其他工人一样在厂里工作，住集体宿舍，体验工人的生活。

## 北大后勤工人调研报告
2015年12月15日，北大马会在其微信公众号上发布《北大后勤工人调研报告》，称北京大学内存在部分后勤工人劳动合同缺失、未缴纳社会保险和超时加班等问题，引发校内外人士关注。16日，北京大学在其官方微信、微博平台上回应称：参与调查的职工仅为一小部分，《报告》不能全面反应真实情况，但学校已在自查个别问题。

## 被改组
2018年9月，北大马會的微信公众号发文称其在新学期社团注册时受阻。媒體认为这与馬會参与佳士事件有关。2018年12月26日，毛泽东诞辰125周年当天，北大马会会长邱占萱在前往纪念毛泽东诞辰活动的途中被警察带走。12月27日，邱占萱获释，被北京海淀公安处以「警告」的行政处罚。同日，北京大学学生课外活动指导中心发表声明，称原马会负责人「严重背离学期初注册时向指导单位、指导教师的承诺，拒不接受指导，拒绝提交马会会员信息，且屡次违规举办活动，已严重失职」，且因“受到公安机关治安管理处罚”而不再具有担任社团负责人的资格，指派32位新成员，改组北大马会，由2018级硕士研究生马宁任会长。
2018年12月28日，十余名北大学生在校园示威，抗议撤换会长、改组马会，但被校方清场。2019年1月2日和3日，新组建的马会向原马会发出两封公开信，敦促原成员“悬崖勒马，知错悔改，回归理性”，1月3日原马会回应，重申改组无理，并反驳有关指控。1月21日，六名北大学生被捕，其中有四名是北大马会成员。